# Stelis maroccana
Stelis maroccana är en biart som beskrevs av Warncke 1992. Stelis maroccana ingår i släktet pansarbin, och familjen buksamlarbin. Inga underarter finns listade i Catalogue of Life.